# Fortunato Frezza
Fortunato Frezza (né à Montecalvello (Viterbe) le 6 février 1942) est un prêtre italien, chanoine depuis le 29 septembre 2013 de la basilique Saint-Pierre du Vatican et depuis le 20 janvier 2015 maître de cérémonie de l'Ordre équestre du Saint-Sépulcre de Jérusalem.

## Biographie
Il est né à Montecalvello, un hameau de Viterbe, puis dans le diocèse de Bagnoregio, le 6 février 1942.
Le 28 juin 1966, après des études au petit séminaire de Bagnoregio et au grand séminaire de Viterbe, il est ordonné prêtre.
En 1967, il obtient une licence en théologie à l'Université pontificale grégorienne et en 1977, il obtient une licence en Écriture sainte à l'Institut biblique pontifical de Rome avec une thèse philologique sur le livre du prophète Michée.
Au cours de son ministère sacerdotal, il a exercé les fonctions et ministères suivants : de 1971 à 1984, il a été curé de la paroisse de Sipicciano et en même temps professeur d'Écriture Sainte dans divers instituts théologiques : Université pontificale grégorienne (comme assistant), séminaire régional de Quercia Viterbo, divers Instituts de sciences religieuses (Albano, Civita Castellana, Viterbe), Étudiant théologique international des Joséphites de Murialdo à Viterbe et des Salésiens en Terre Sainte.
En 1983, il a été engagé au Secrétariat général du Synode des évêques et de 1997 à 2014, il en a été le sous-secrétaire.
En 1999, il a été nommé prélat d'honneur du pape Jean-Paul II.
En 2013, il est nommé chanoine de la basilique Saint-Pierre du Vatican et en 2022, il devient camerlingue du chapitre Saint-Pierre au Vatican.
Il a également occupé le poste d'assistant spirituel du personnel à la direction de la santé et de l'hygiène du Vatican; assistance spirituelle à divers monastères de moniales ; aumônier de l'équipe de football de l'AS Roma.
Ses publications bibliographiques comptent actuellement 123 titres notamment dans le domaine biblique.
Le 29 mai 2022, à l'issue du Regina Caeli, le pape François annonce sa création comme cardinal lors du consistoire du 27 août suivant. Ayant déjà quatre-vingts ans au moment de l'annonce, il n'aura pas le droit d'entrer au conclave.
Le 23 juillet, il reçoit l’ordination épiscopale et le titre d'archevêque titulaire de Treba (de), dans la Basilique Saint-Pierre au Vatican, du cardinal Mauro Gambetti, archiprêtre de la basilique et vicaire général pour la Cité du Vatican, de Edgar Peña Parra substitut de la Secrétairerie d'État et de Jesús Catalá Ibáñez (es), évêque de Malaga.